# Sclerolobium leiocalyx
Sclerolobium leiocalyx är en ärtväxtart som beskrevs av Adolpho Ducke. Sclerolobium leiocalyx ingår i släktet Sclerolobium och familjen ärtväxter. Inga underarter finns listade i Catalogue of Life.